# 폭발물취체벌칙
폭발물취체벌칙(일본어: 爆発物取締罰則 바쿠하츠부츠토리시마리밧소쿠[*]), 약칭 폭취(爆取)는 치안을 방해하고 사람의 신체・재산을 침해할 목적에 따른 폭발물 사용 등을 처벌하는 것을 규정하는 칙지다. 태정관포고에 의하여 명치 17년 12월 27일 공포되어 이듬해 1월 15일부터 시행되었다. 현재에도 법률로서 효력을 가지며, 폭발물취체법(爆発物取締法)이라고 통칭되기도 한다.

## 해설
자유민권운동 급진파에 의한 폭렬탄 테러가 빈발하던 시기에 대처법으로서 입법되었다. 당시 유럽에서도 동종의 입법 움직임이 있었고, 특히 1883년 영국에서 제정된 폭말물질조례를 참고해서 제정되었다.
대일본제국 헌법이 시행되기도 전에 태정관포고로 제정된 것으로, 제국의회 또는 국회의 의결을 거치지 않았으나, 헌법 시행 시 법률과 동일한 효력을 갖는 것으로 취급되었으며(동 헌법 76조 1항), 따라서 일본국 헌법 하에서도 법률로서 효력을 보유하고 있는 것으로 해석되고 있다.
본 태정관포고에서 말하는 폭발물이란 “이화학상의 폭발현상을 야기하는 불안정한 평형상태의, 약품 및 그 외의 자재가 결합하는 물체로서, 그 폭발작용 자체에 의하여 공공의 안전을 어지럽히거나 사람의 신체제산을 해칠 만한 파괴력을 갖는 것”으로 해석되고 있다.
태평양전쟁에서 일본이 패전한 후, 미군정이 일본 정부에 「인권지령」을 지시하면서 치안유지법과 치안경찰법이 폐지되었기 때문에, 일본 정부는 화석처럼 동면되어 있던 이 태정관포고를 꺼내들어 반체제적 사회운속 단속에 임했다. 이후 테러리스트 폭탄공격 억압을 위한 국제협약의 효력이 발생하면서 국외범에게도 본 벌칙을 적용하게 되었다.
화염병은 본 벌칙에서 말하는 “폭발물”에 해당하지 않는 것으로 해석되어, 1972년 보완입법으로서 화염병 사용 등의 처벌에 관한 법률이 제정되었다.

### 공공위험죄로서의 측면
본 벌칙이 규정하는 범죄 가운데, 1조부터 5조 및 9조에서 규정하는 유형(폭발물사용죄, 폭발물사용미수죄, 폭발물사용예비죄, 폭발물사용협박・교사・선동・공모죄, 폭발물사용방조죄, 폭발물범죄자장닉・은피죄)은 방화죄에 가까운 공공위험죄로서 위치지어진다.
기본이 되는 범죄유형인 폭발물사용죄(1조)는 폭발물의 위험성을 중시한 점, “치안을 방해하거나 또는 사람의 신체제산을 해할 목적”을 성립요건으로 하는 목적범이기 때문에, 죄를 범할 경우 형이 사형 또는 무기 또는 7년 이상의 징역 또는 금고형으로, 현저하게 무겁다.

### 행정범으로서의 측면
7조의 폭발물불고지죄, 8조의 폭발물범죄불고지죄는 폭탄테러 및 그 시도의 발견자・인지자에 대한 고지의무를 부과하고 이를 다하지 아니하는 부작위를 처벌하는 것으로서, 둘 다 행정범적 성질을 가지는 범죄유형이다.
그 밖에 6조가 3조에서 규정하는 폭발물사용예비죄에 대하여 “치안을 방해하거나 또는 사람의 신체제산을 해할 목적”이 없다는 거증책임을 피고인 측에게 지우며, 그 증명을 할 수 없는 경우에 3조에서 규정하는 죄의 법정형보다 가벼운 법정형 범위에서 처벌받는 취지를 규정하고 있다. 즉, 양자를 조합하면 적용관계가 이하와 같다.
- 상기 목적이 존재한다고 증명되었을 때에는 3조의 죄가 성립
- 상기 목적이 존재하는지 여부가 진위불명할 때는 6조의 죄가 성립
- 상기 목적의 부존재가 증명되었을 때에는 3조도 6조도 불성립

### 형법과의 관계
형법 117조에서 격발물파열죄를 규정하고 있기 때문에, 폭발물을 사용해 건축물 등을 손괴했을 경우 형법상의 격발물파열죄와 본 벌칙 1조 폭발물사용죄의 관계가 문제가 된다. 대심원 판례는 두 죄는 관념적 경합의 관계에 있으며, 형법 54조에 의하여 처리된다고 한다. 애초에 본 벌칙 1조의 폭발물사용죄는 형법 117조의 격발물파열죄의 특별죄이며, 전자만 성립한다는 견해도 있다.